# Phloeocharinae
Phloeocharinae zijn een onderfamilie uit de familie van de kortschildkevers (Staphylinidae). 
Wereldwijd kent deze relatief kleine subfamilie 7 geslachten. In Europa komt alleen het genus Phloeocharis voor, met een 12-tal soorten in zuidelijk Europa; alleen P. subtilissima komt door grote delen van Europa voor, waaronder Nederland. Deze soort leeft vooral achter schors van dood hout. 

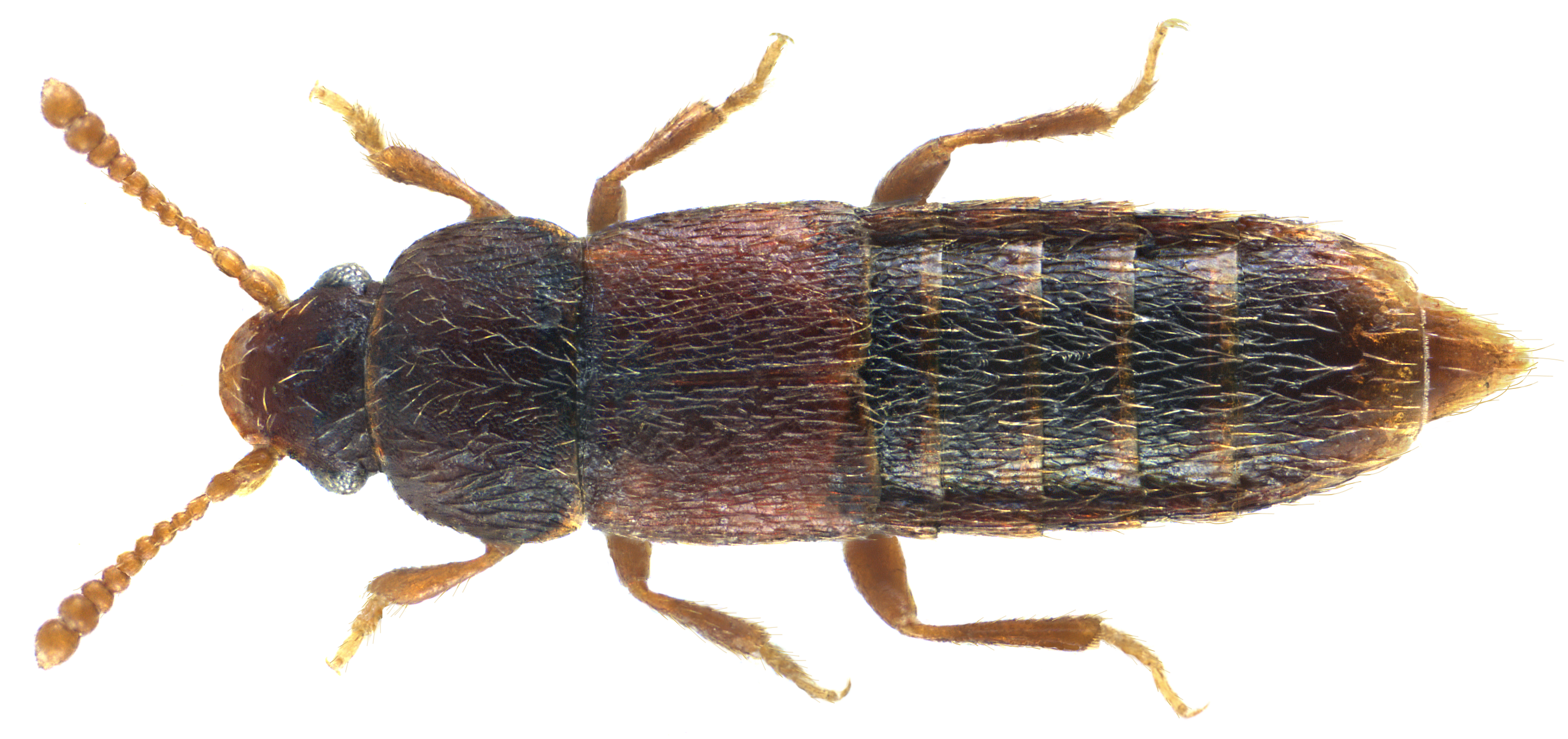
Phloeocharis subtilissima